# Plectris cinerascens
Plectris cinerascens är en skalbaggsart som beskrevs av Blanchard 1850. Plectris cinerascens ingår i släktet Plectris och familjen Melolonthidae. Inga underarter finns listade i Catalogue of Life.